# دوروتا کنت
دوروتا کنت (انگلیسی: Dorothea Kent؛ ۲۱ ژوئن ۱۹۱۶ – ۲۳ اوت ۱۹۹۰) یک هنرپیشه اهل ایالات متحده آمریکا بود.